# ALL(H)OURS
ALL(H)OURS(올아워즈)는 2024년 1월 10일에 데뷔한 대한민국 이든엔터테인먼트 소속의 7인조 보이 그룹이다.

## 구성원
| 이름   | 소개 |
| ------ | --- |
| '건호  | - 본명 : 이건호 - 생년월일 : 2003년 4월 3일(22세) - 출생지 : 대한민국 - 활동기간 : 2024년 1월 10일 ~ 현재                       |
| 유민   | - 본명 : 조유민 - 생년월일 : 2004년 7월 3일(20세) - 출생지 : 대한민국 - 활동기간 : 2024년 1월 10일 ~ 현재                       |
| 제이든 | - 본명 : 신정민 - 생년월일 : 2004년 11월 6일(20세) - 출생지 : 대한민국 - 활동기간 : 2024년 1월 10일 ~ 현재                      |
| 민제   | - 본명 : 김민제 - 생년월일 : 2005년 3월 1일(20세) - 출생지 : 대한민국 - 활동기간 : 2024년 1월 10일 ~ 현재                       |
| 마사미 | - 본명 : 아키바 마사미 (秋葉正美) - 생년월일 : 2005년 4월 14일(20세) - 출생지 : 일본 오사카 - 활동기간 : 2024년 1월 10일 ~ 현재 |
| 현빈   | - 본명 : 이현빈 - 생년월일 : 2006년 7월 12일(18세) - 출생지 : 대한민국 인천광역시 - 활동기간 : 2024년 1월 10일 ~ 현재           |
| ON:N   | - 본명 : 김지환 - 생년월일 : 2008년 12월 8일(16세) - 출생지 : 대한민국 대구광역시 - 활동기간 : 2024년 1월 10일 ~ 현재           |

## 음반

### EP
- 2024년 1월 10일 《All Ours》
- 2024년 7월 2일 《Witness》
- 2025년 2월 4일 《Smoke Point》

### 디지털 싱글
- 2025년 1월 17일 《Graffiti》 (미니 3집, 선공개곡)